# Numedal
Numedal er det sydvestligste af de store dalstrøg i  Øst-Norge, beliggende i Viken fylke. Numedal strækker sig fra grænsen til Kongsberg og nord-nordvest til Dagali. De største byer og bygder i dalen er Svene, Lampeland, Flesberg, Rollag, Veggli, Nore, Rødberg, Uvdal og Dagali.
Gennem hele dalen løber Numedalslågen, et af Norges længste elvsystemer. Lågen har betydet meget  for dalen og blev tidligere brugt til tømmerflådning.
Numedal, betragtet som distrikt, omfatter kommunerne Flesberg, Rollag og Nore og Uvdal.